# Olney (Illinois)
Olney település az Amerikai Egyesült Államok Illinois államában, Richland megyében, melynek megyeszékhelye is. Lakosainak száma 8701 fő (2020. április 1.).

## Népesség
A település népességének változása:

| 2010 | 9 115 |
| 2020 | 8 701 |